# Cervecería de Sonora
La Cervecería de Sonora fue la primera fábrica de cerveza en ubicarse en el estado de Sonora, con sede en la ciudad de Hermosillo, hoy capital del estado, en México. Fue fundada el 22 de septiembre de 1897 por Geo Grüning, el doctor Alberto Hoeffer y Jacobo Schuele, migrantes alemanes, aportando un capital inicial de 500 000 pesos. Las cervezas que producía eran la High Life, la Centenario y la Reina Blanca, además de hielo y soda.
En 1899 era una de las cinco cervecerías que dominaba la producción de cerveza del mercado nacional en México, con una tirada de 1 500 000 litros de cerveza al año. Su modelo comercial estableció, desde los principios, alianzas con los cantineros locales para que vendiesen exclusivamente sus productos, de modo que llegaron a controlar todas las cantinas del estado. En la región se convirtió, junto a la industria harinera, en la actividad industrial de mayor importancia no basada en minería. Dejó de operar y cerró sus puertas en 1961.

## Fundación
Antes de producirse en el noroeste mexicano, esta bebida se importaba desde EUA y Europa. Aprovechando la popularidad que había adquirido en todo el mundo y en la región, se decidió fundar la Cervecería de Sonora, la cual fue de las primeras en el país y la primera en el estado sonorense.
Esta fábrica era considerada hija de la tradición alemana, pues fue ahí donde se desarrollaba de manera industrial este tipo de cerveza. 
Para la década de 1890 llegaron a Sonora los empresarios alemanes que se encargarían de establecer la nueva industria. En 1893 Geo Grüning llegó a Hermosillo y entabló vínculos y formó una familia con Lolita Monteverde, la hija del presidente municipal Francisco Monteverde, el cual también era suegro de Ramón Corral, miembro del triunvirato que llegó a la presidencia con el entonces presidente Porfirio Díaz. En 1895 el doctor Alberto Hoeffer junto a Geo Grüning, Luis E. Torres y Ramón Corral, tuvieron una reunión en el Casino Alemán en la que se decidió invertir en una cervecería que operaría en Hermosillo. Para lograr esto, Grüning debió viajar a San Francisco, en California, para buscar arquitecto y mecánico alemán para poder construir la nueva fábrica, la cual se fundó el 22 de septiembre de 1897. Al fallecer Geo Grüning a inicios del siglo XX, Hoeffer tomó el mando de la cervecería y comenzó a producir las marcas High Life y Centenario Negra, que fueron las que hicieron que esta cervecería fuese conocida.
La Cervecería Sonora junto a la Cervecería Nogales, tuvieron un importante impacto en la economía regional, ya que hacia 1929 y junto a otras pequeñas empresas de refrescos y conservas, realizaban el 36% del trabajo industrial del estado, participando con 41,2 % del capital invertido en 
ese sector. Asimismo, todo este desarrollo repercutió también de forma favorable en el crecimiento de la población, pasando de 108 211 habitantes en 1871 a tener 265 384 en 1910.

## Producción

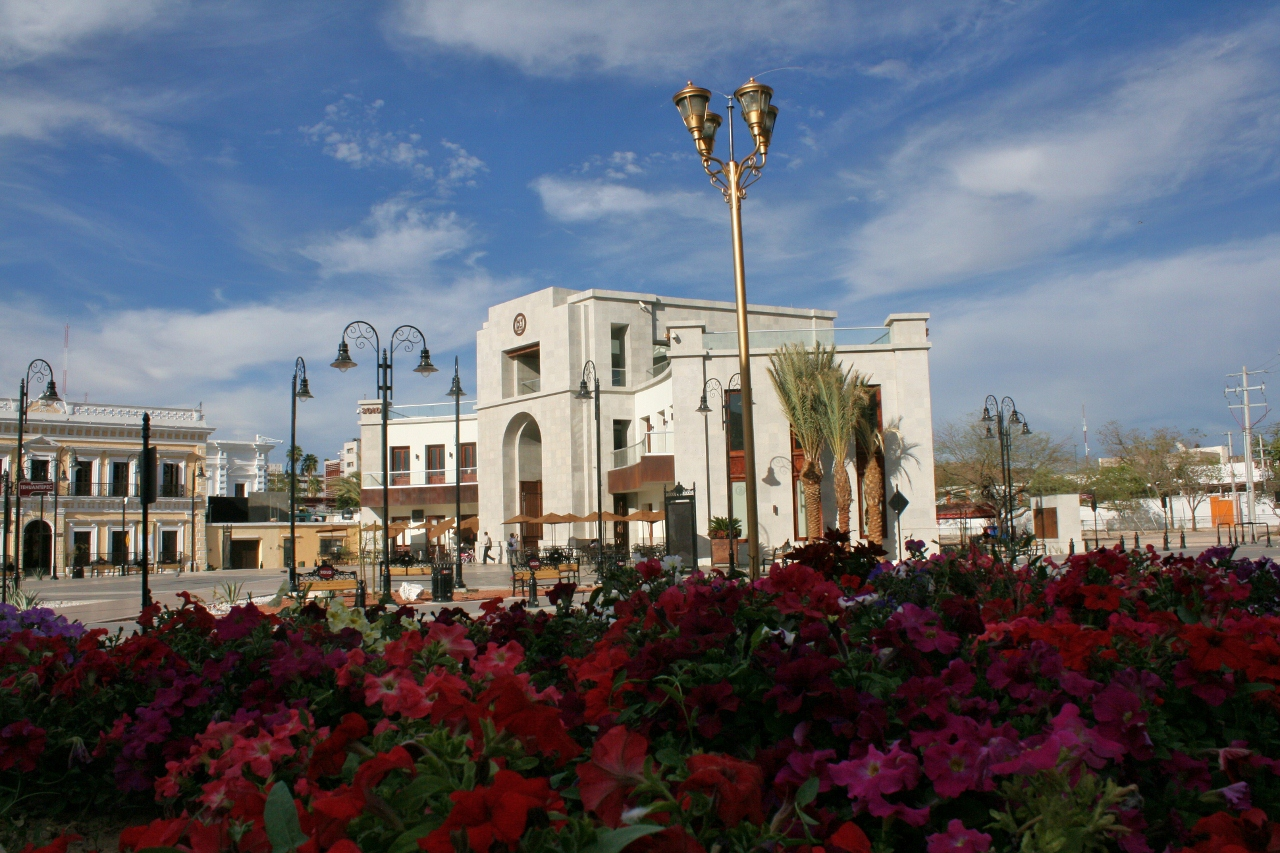
Plaza Bicentenario, construida sobre la antigua Cervecería de Sonora.

El primer inconveniente en la producción que se enfrentó fue la escasez de leña que hubo en 1903, tanto por la cervecería como por el ferrocarril, pues la demanda era tal que llegaron a peligrar el palo fierro y el mezquite de toda la región. Esto se solucionó al mandar traer carbón de piedra para evitar parar la fábrica.
Con la intención de reactivar el sistema productivo de la región, en 1908, el banco inyectó a la cervecería de Sonora casi 350 000 pesos que correspondían a un total de 3 474 acciones.
Para 1918 con el Decreto N.º 1 del Gobernador Plutarco Elías Calles que prohibia la elaboración, importación y venta de bebidas alcohólicas, la cervecería tuvo que cerrar sus puertas temporalmente, pero en 1922 se pudieron reanudar las actividades.
Ya en 1926, recuperada del cierre debido a la revolución mexicana, contaba con una máquina de petróleo de doscientos caballos de fuerza y una compresora de amoníaco que podía producir cien toneladas de hielo diarias. Asimismo, contaba también con ciento cincuenta empleados en verano y 100 en invierno.
En 1928, Jacinto López, un político de formación sindical, fundó el sindicato de los trabajadores de la cervecería de Sonora.
En 1961 la cervecería dejó de operar y fue vendida por los Hoeffer a la cervecería Cuauhtémoc de Nuevo León, por lo que cerró definitivamente sus puertas. Después de vender la empresa el edificio de la fábrica quedó en desuso y en 1980 fue derrumbado para construir en su lugar la actual Plaza Bicentenario.